# Synagoge Wildeshausen
Die Synagoge in Wildeshausen bestand von 1830 bis 1938 in der Huntestraße 30 in Wildeshausen.

## Geschichte
Anstelle eines Neubaus entschied sich die kleine jüdische Gemeinde in Wildeshausen 1830 zum Kauf einer Scheune in der Huntestraße, die noch im selben Jahr umgebaut wurde. Die Synagoge wurde wahrscheinlich am 2. November 1830 eingeweiht. Finanziert wurde die Synagoge durch ein Darlehen bei einem Arzt aus Wildeshausen. Neben Räumlichkeiten für den Gottesdienst wurde auch ein Schulraum und eine Lehrerwohnung hergerichtet. Nach einer Blüte der jüdischen Gemeinde in der zweiten Hälfte des 19. Jahrhunderts und der friedlichen Koexistenz der jüdischen und christlichen Gemeinde in Wildeshausen, wandelte sich das gesellschaftliche Klima ab den 1870er Jahren. Der wachsende Antisemitismus äußerte sich in der Zeit des Nationalsozialismus in zunehmender Repression. Durch Auswanderung und Wegzug war die Gemeinde deshalb so klein geworden, dass sie die Synagoge 1938 verkaufte.
Dennoch wurde die leergeräumte Synagoge durch Mitglieder der Wildeshausener und der Oldenburger SA und der örtlichen Feuerwehr in der Reichspogromnacht in Brand gesetzt. Das Feuer wurde jedoch aus Sorge um die umstehenden Bauten wieder gelöscht. Anschließend wurde die Fassade der ehemaligen Synagoge eingerissen, das Dach abgedeckt und die Fenster eingeschlagen.

## Baubeschreibung
Die Synagoge hatte eine schlichte, funktionale Architektur und hob sich nicht von der Umgebung ab. Der verputzte Fachwerkbau war zweigeschossig und hatte ein steiles, ziegelgedecktes Dach. Die Zugangsseite verfügte mehrere Fenster, wobei die größten Fenster in der oberen Etage verbaut werden.

## Gedenken
An der Stelle der ehemaligen Synagoge wurde 1997 eine Granitstele errichtet.